# Vălișoara (Hunedoara)
Vălișoara [ˈvɘliʃoara] (ungarisch Kőfalu oder Valisora) ist eine Gemeinde im Kreis Hunedoara in der Region Siebenbürgen in Rumänien.

## Geographische Lage

Lage der Gemeinde Vălișoara im Kreis Hunedoara

Die Gemeinde Vălișoara liegt am Bach Fornădia – einem rechten Zufluss des Căian – im Westen Siebenbürgens im Siebenbürgischen Erzgebirge. An der Europastraße 79 und der heute stillgelegten Bahnstrecke Deva–Brad gelegen, befindet sich der Ort ca. 15 Kilometer südlich der Kleinstadt Brad (Tannenhof); die Kreishauptstadt Deva (Diemrich) liegt 22 Kilometer südlich von Vălișoara entfernt.

## Geschichte
Der Ort Vălișoara wurde (nach unterschiedlichen Angaben) 1499 oder 1506 erstmals urkundlich erwähnt.
Eine Besiedlung der Region geht jedoch bis in die Frühbronzezeit zurück. Auf dem Areal des eingemeindeten Dorfes Dealu Mare – von den Einheimischen Ruști genannt –, sind 1998 archäologische Funde die in die Frühbronzezeit deuten, gemacht worden.
Die Hauptbeschäftigung der Bevölkerung sind die Forstwirtschaft, die Viehzucht und der Bergbau, der in den letzten Jahren stark zurückgegangen ist.

## Bevölkerung
Bei der Volkszählung 1850 lebten auf dem Gebiet der heutigen Gemeinde 1781 Menschen. 1777 davon waren Rumänen und vier Deutsche. Die höchste Einwohnerzahl (2630) – gleichzeitig die der Rumänen (2623) – wurde 1920, die der Ungarn (29) 1900 und die der Deutschen (20) 1880 erreicht. Bei der Erhebung von 1930 wurden auch drei Roma registriert. 2002 lebten in der Gemeinde Vălișoara 1380 Rumänen und acht Ungarn.

## Sehenswürdigkeiten
- Das Denkmal (neben dem Rathaus der Gemeinde[6]) zu Ehren der Revolutionshelden von 1848, 1934 errichtet, steht unter Denkmalschutz.[9]
- Die Holzkirche Sfântul Nicolae des eingemeindeten Dorfes Săliștioara (Seligsdorf) um 1830 errichtet,[10] steht nicht unter Denkmalschutz.

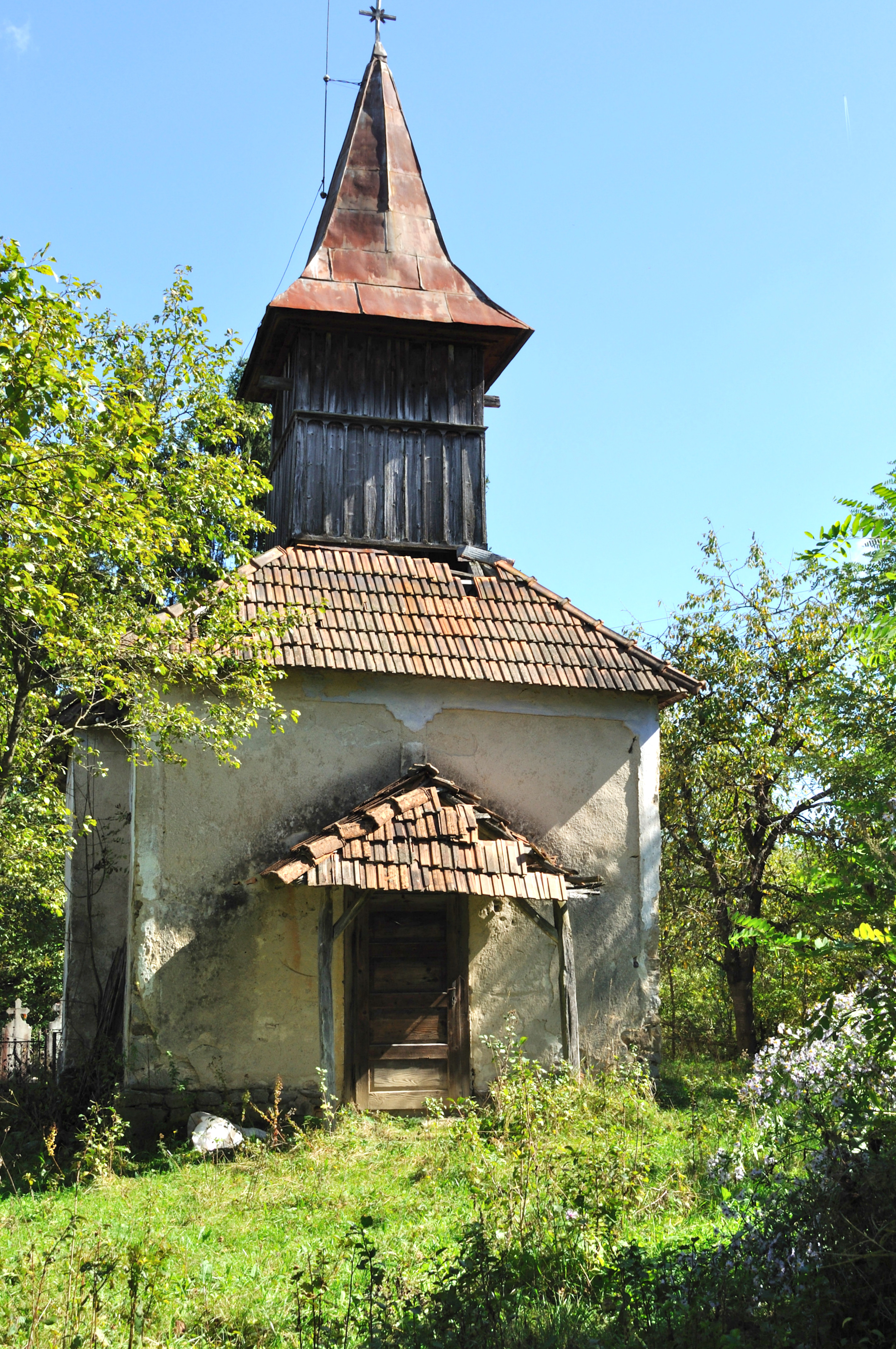
Die griechisch-katholische Kirche in Vălișoara
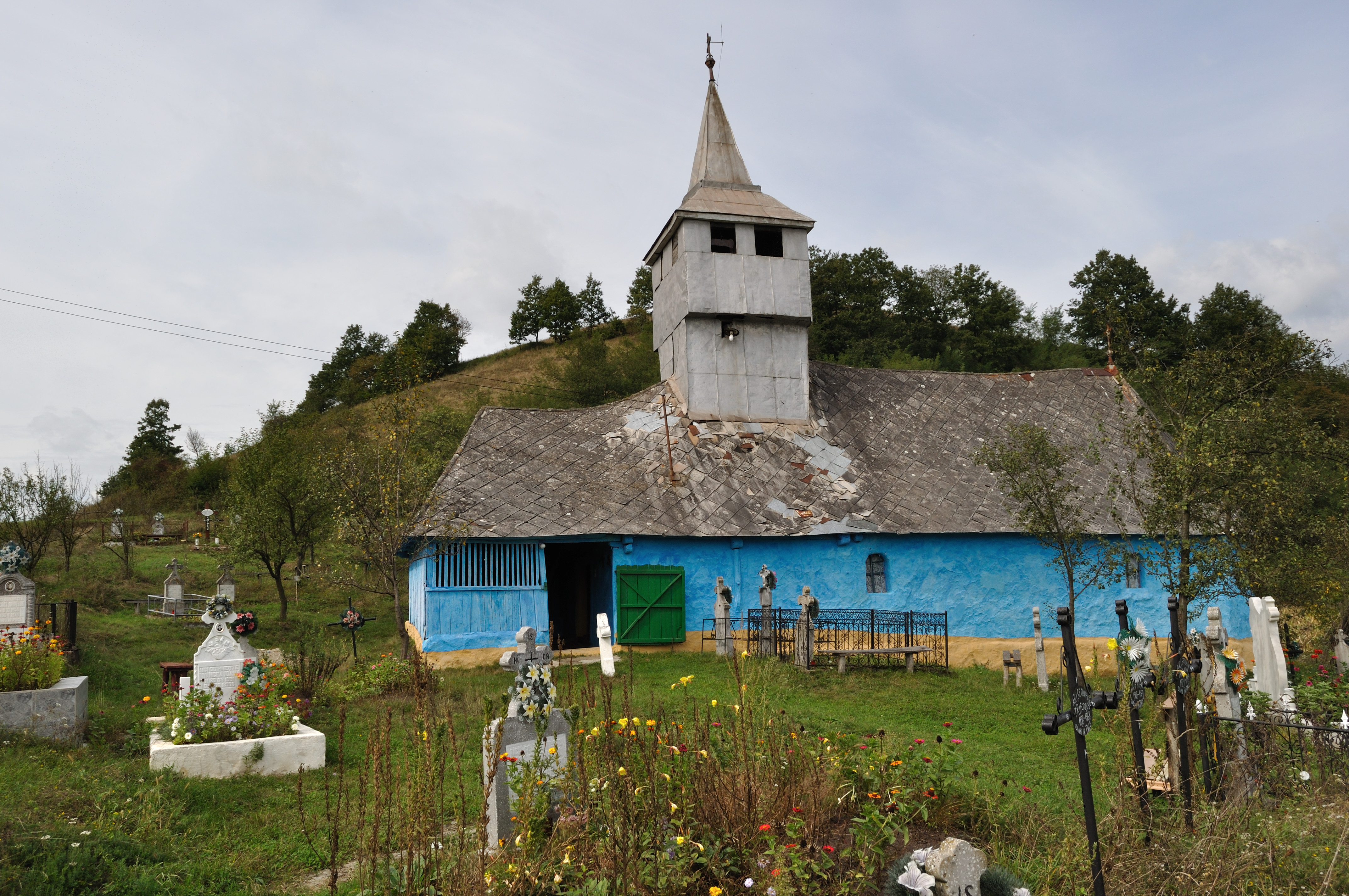
Holzkirche in Săliștioara
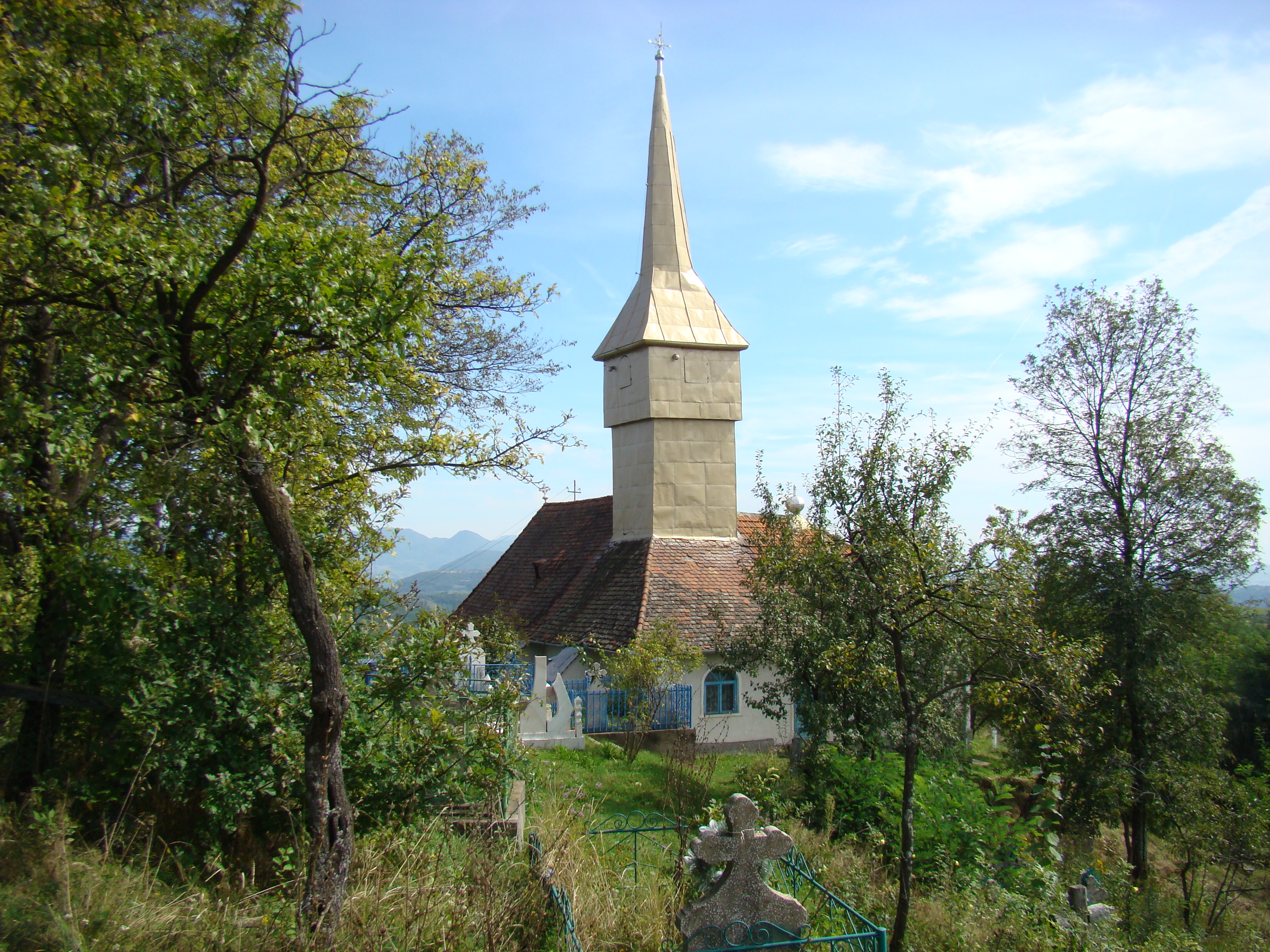
Holzkirche in Dealu Mare